# Michele Abati
Michele Abati, detto Mr. Bud o Mr. Mike (Monte San Giuliano, 5 gennaio 1900 – Monte San Giuliano, 5 settembre 1962), è stato un mafioso italiano a capo della famiglia di San Francisco, dal 1953 al 1961, anno del suo reimpatrio in Sicilia.

## Biografia

### I primi anni
Abati nacque in Sicilia ma giovane emigrò negli Stati Uniti, stabilendosi in Pennsylvania, dove divenne presto un importante "uomo d'onore", delle locali famiglie mafiose. Negli anni venti si sposò con una ragazza siciliana di nome Maria e non ebbe figli.

### Storia criminale
Il primo arresto risaliva al 1935 in Pennsylvania, per investigazione. Un secondo arresto nel 1939, per rapina a mano armata, e un terzo arresto nel 1944 per violazione della legge sul commercio interstatale. Alla metà degli anni quaranta, si trasferì in California, nella città di San Francisco, dove fu aggregato alla locale famiglia mafiosa, diventandone in breve tempo uno degli esponenti più importanti. Su ordine del boss della cosca Anthony Lima, Abati organizzò l'omicidio del gangster Nick DeJohn, della Chicago Outfit, avvenuto il 9 maggio 1947.
DeJohn era colpevole di aver impiantato in città, assieme ad alcuni suoi uomini una serie di racket, senza aver prima chiesto l'autorizzazione al capomafia Anthony Lima. L'omicidio fece aumentare notevolmente il rispetto verso Abati all'interno della famiglia di San Francisco e condusse alla sua nomina a vicecapo della cosca. Sebbene dell'omicidio di DeJohn furono accusati lo stesso Abati, Lima ed altri quattro affiliati della cosca, il procuratore distrettuale Edmund Brown assolse tutti gli imputati.
Nel 1953 il boss Anthony Lima fu arrestato e condannato a 20 anni di carcere, e così Abati divenne il capo della famiglia di San Francisco. Abati rafforzò i suoi legami con la politica e incrementò i suoi affari, grazie anche a numerose attività legali. Una di queste attività legali, era l'Oro olive company, aperto in società con altri due "uomini d'onore" come i fratelli Jimmy ed Anthony Lanza, nella cittadina di Oroville. Nel 1957 fu sospettato dalle autorità di aver partecipato alla famosa Riunione di Apalachin, nello stato di New York.

### Gli ultimi anni
Dopo molte indagini sulle sue attività da parte dell'FBI, il dipartimento dell'immigrazione scoprì che Abati non era mai diventato ufficialmente cittadino americano e così, dopo una lunga battaglia giudiziaria, l'8 luglio del 1961, fu espulso dagli Stati Uniti come "indesiderabile" e rimpatriato nella natia Sicilia, dove morì di morte naturale quattordici mesi dopo, il 5 settembre 1962, all'età di 62 anni.

## Mafiosi associati
Abati aveva rapporti di affari e di alleanza con i seguenti mafiosi:
- San Francisco, California,
  - Sam Lima
  - Anthony Lima
  - Jimmy Lanza
  - Mario Balistreri
  - Philip Maita
  - Vincent Larocca
  - Alphonse Larocca